# Замок Кранах
Замок Кранах (англ. Cranagh Castle) — один із замків Ірландії, розташований в графстві Тіпперері.
Замок являє сбою круглу вежу, що примикає до особняка XVIII століття. Вежа висока, трьохповерхова. Дверний отвір прямий на південній стороні вежі. Сходи зліва від дверей піднімаються до першого поверху. Вхід захищений бійницями. Далі ведуть гвинтові сходи на другий поверх. У 1640 році власником замку був Джон Перселл. У 1654 році замок був суттєво зруйнований. У XVIII столітті замок був відбудований і до нього був прибудований особняк.
Найперші згадки про Перселлів — майбутніх володарів замку Кранах датуються 1035 роком. Тоді Х'ю Понсель володів землями Монмарні — на кордонах Пікардії і біля абатства Емерл. Спадукоємцем сера Х'ю Понселя був Діно Перселл, що приблизно в 1120 році отримав грамоту на володіння маєтком Каттешул, графство Суррей (Англія), від короля Генріха І. Каттешул — це маєток і землі на північний схід від селища Годалмінг (Суррей). Він одружився з донькою Найджела де Брока — знаменитого юриста того часу. У 1129—1130 роках його старший син Джеффрі втрішив стати монахом. Син Діно — Рануфл Перселл прийняв ім'я матері — де Бро, і був причетний до вбивства Томаса Бекета. У 1171 році Х'ю Перселл брав участь в англо-норманському завоюванні Ірландії. До аристократів Перселл, що володіли землями Кранах належали:
- Річард Перселл — І барон Ламо (з 1328 р.)
- Філіп Перселл з Ламо
- Джеффрі Рот Перселл з Ламмо (з 1397 р.)
- Томас Перселл з Ламо (з 1430 р.)
- Пітер Перселл з Ламо — 13 серпня 1461 року він отримав грамоти і титули від короля Англії Едварда IV.
- Джеймс Перселл з Ламо (з 1456 р.) — згадується в поемах та легендах того часу як ворог ірландського клану О'Кеннеді.
- Джон Перселл з Ламо (з 1466 р.)
- Томас Перселл з Ламо (з 1518 р.)
- Патрік Перселл з Ламо (з 1534 р.)
- Томас Перселл з Ламо (близько 1538 р. — 3 серпня 1607 р.) — одружений з Джоанною Фіцпатрик (березень 1542—1611 р.)
- Ральф Перселл з Ламо, помер не лишивши нащадків, успадкував йому брат.
- Річард Перселл з Ламо (з 15 вересня 1624 р.) — одружився з Марією Планкет з Кілхайра. У 1607 році Річард потрапив під суд і був визнаний винним у вбивстві свого брата Адама Тобіна, що був останнім Верховним шерифом графства Тіпперері в 1606 році. Річард був батьком Теобальда Перселла (нар. 1595 р.)
- Теобальд Перселл — депутат парламенту 1634 року від Тіпперері, відомий як «ірландський папіст». Теобальд або Тиббот взяв участь у повстанні 1641 р. за незалежність Ірландії.
- Джеймс Перселл з Ламо, (нар. 1609, помер 13 вересня 1652 р.) — одружився з Елізабет Батлер.
- Майкл Перселл з Ламо (нар. вересень 1652 р. — 4 березня 1722 р.)